# Figulus nitens
Figulus nitens es una especie de coleóptero de la familia Lucanidae.

## Distribución geográfica
Habita en Australia.